# Heinrich Gontermann

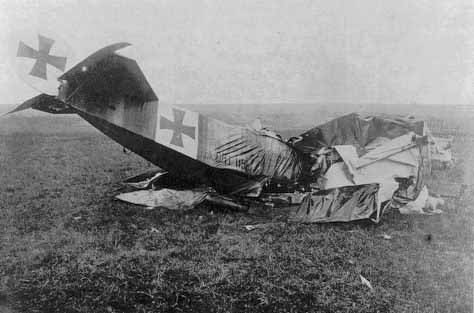
Fokker Dr.I, na którym zginął Heinrich Gontermann

Heinrich Gontermann (ur. 25 lutego 1896 w Siegen, zm. 30 października 1917 w La Neuville) – niemiecki as myśliwski z czasów I wojny światowej. Zaliczany do grona posiadaczy tytułu honorowego Balloon Buster.

## Służba wojskowa
Heinrich Gontermann był synem oficera kawalerii. W sierpniu 1914 wstąpił do 6 Regimentu Ułanów. We wrześniu został ranny podczas walk na froncie. W październiku 1915 został przeniesiony do 80. Regimentu Fizylierów. Następnie złożył podanie o przeniesienie do lotnictwa i na początku 1916 ukończył szkolenie dla pilotów.
Latał na Rolandach C.II w Kasta Tergnier i na AGO C.I w FA 25. Następnie został skierowany do Jastaschule i ukończył szkolenie myśliwskie 11 listopada.
Skierowany do Jagdstaffel 5, swoje pierwsze zwycięstwo odniósł już 14 listopada. Do kwietnia 1917 zestrzelił 17 wrogich maszyn i został dowódcą Jagdstaffel 15. W maju 1917 został odznaczony najwyższymi orderami Prus i Bawarii. W Jasta 15 zdobył jeszcze 22 zwycięstwa. 18 z jego wszystkich zwycięstw to balony. 19 sierpnia 1917 zestrzelił wieczorem aż cztery.
30 października 1917, podczas testowania nowego Fokkera Dr.I (nr 115/17), Heinrich Gontermann został śmiertelnie ranny po tym, jak odpadło górne skrzydło jego samolotu.

## Odznaczenia
- Pour le Mérite – 14 maja 1917
- Królewski Order Rodu Hohenzollernów – 6 maja 1917
- Order Maxa-Josepha – 11 maja 1917
- Krzyż Żelazny I Klasy
- Krzyż Żelazny II Klasy